# Nadroga Football Club
Maillots
Nadroga FC est un club fidjien de football basé à Sigatoka, sur l'île de Viti Levu.

## Palmarès
- Championnat des Fidji (3) :
  - Vainqueur : 1989, 1990, 1993
  - Vice-champion : 1979, 1992

- Coupe des Fidji :
  - Vainqueur : 1993, 2001
  - Finaliste : 1992, 2000